# Nectria pithoides
Nectria pithoides är en svampart som beskrevs av Ellis & Everh. 1891. Nectria pithoides ingår i släktet Nectria och familjen Nectriaceae.   Inga underarter finns listade i Catalogue of Life.